# Шалаєв Степан Олексійович
Степан Олексійович Шалаєв (5 січня 1929, село Мордовська Поляна Зубово-Полянського району Мордовської АРСР — 18 січня 2022, Москва, Росія) — радянський державний та профспілковий діяч, голова ВЦРПС (1982—1990). Член ЦК КПРС (1982—1990 рр.; кандидат у члени ЦК КПРС у 1981—1982). Депутат Верховної Ради СРСР 10—11-го скликань (1980—1989). Член Президії Верховної Ради СРСР (1982—1989). Народний депутат СРСР (1989—1991).

## Біографія
- 1942—1943 — десятник Тепло-Станського механізованого лісопункту тресту «Мордовськбудліс».
- 1943—1946 — учень школи села Зубова Поляна Мордовської АРСР.
- У 1951 році закінчив Московський лісотехнічний інститут за спеціальністю інженер-лісотехнік.
- 1951—1953 — головний інженер Пастуховского ліспромгоспу комбінату «Удмуртліс» (станція Линга Якшур-Бодьїнського району Удмуртської АРСР).
- 1953—1955 — начальник виробничо-технічного відділу комбінату «Удмуртліс» (місто Іжевськ). Член КПРС з 1954 року.
- 1955—1957 — директор ліспромгоспу села Селти (Удмуртська АРСР).
- 1957—1958 — директор ліспромгоспу міста Крєстци (Новгородська область).
- 1958—1962 — директор ліспромгоспу селища Оленіно (Калінінська область РРФСР).
- 1962—1963 — головний спеціаліст Державного лісового комітету при Держплані СРСР.
- 1963—1968 — голова Центрального комітету профспілки робітників лісової, паперової та деревообробної промисловості СРСР.
- 1968—1980 — секретар ВЦРПС.
- 1980—1982 — міністр лісової, целюлозно-паперової і деревообробної промисловості СРСР.
- 1982—1990 — голова Всесоюзної центральної ради професійних спілок (ВЦРПС).
- З квітня 1990 року — персональний пенсіонер союзного значення.

## Нагороди
- три ордени Трудового Червоного Прапора
- два ордени «Знак Пошани»